# Gracilechinus
Gracilechinus is een geslacht van zee-egels uit de familie Echinidae.

## Soorten
- Gracilechinus acutus (Lamarck, 1816)
- Gracilechinus affinis (Mortensen, 1903)
- Gracilechinus alexandri (Danielssen & Koren, 1883)
- Gracilechinus atlanticus (Mortensen, 1903)
- Gracilechinus elegans (Düben & Koren, 1844)
- Gracilechinus gracilis (A. Agassiz, 1869)
- Gracilechinus lucidus (Döderlein, 1885)
- Gracilechinus stenoporus (Mortensen, 1942)